# Centauro (astronomia)

Distribuzione delle orbite dei Centauri

I centauri sono una classe di planetoidi ghiacciati del sistema solare che descrivono un'orbita intorno al Sole compresa fra quelle di Giove e Nettuno; il loro nome deriva da quello della mitologica razza dei Centauri.

## Caratteristiche
Chirone, il primo centauro ad essere scoperto, fu individuato nel 1977 e classificato inizialmente come un asteroide di tipo C. Tra il 1986 ed il 1988 le osservazioni dell'asteroide indicarono, senza alcun dubbio, delle variazioni di luminosità, attribuibili alla dispersione di materiali volatili. In poche parole, Chirone, nel suo avvicinamento al perielio, iniziava a sviluppare una chioma cometaria; per la sua duplice natura, è oggi ufficialmente classificato sia come asteroide che come cometa (95/P Chiron), anche se le sue dimensioni sono di gran lunga maggiori di quelle tipiche dei nuclei cometari conosciuti (132–142 km di diametro contro, ad esempio, gli 8–16 km della cometa di Halley). Per questo motivo proseguono le controversie sulla sua classificazione, mentre altri centauri vengono costantemente monitorati per individuare eventuali segnali di attività cometaria.
I centauri non descrivono orbite stabili e possono eventualmente essere espulsi dal sistema solare in seguito all'interazione gravitazionale con i giganti gassosi. Gli studi dinamici condotti sulle loro traiettorie indicano che i centauri costituiscono molto probabilmente una condizione orbitale intermedia per i corpi celesti provenienti dalla fascia di Edgeworth-Kuiper che si apprestano a trasformarsi in comete a corto periodo della famiglia delle comete gioviane. La loro evoluzione inizia nel sistema solare esterno, dove occasionali perturbazioni gravitazionali possono sospingere i planetoidi della fascia in direzione del Sole, portandoli ad incrociare l'orbita di Nettuno ed eventualmente ad interagire gravitazionalmente con il pianeta. Le loro orbite non restano stabili, ma divengono altamente caotiche, evolvendo in modo rapido e imprevedibile man mano che essi compiono ripetuti avvicinamenti a uno o più degli altri giganti gassosi. Alcuni centauri evolvono verso orbite che incrociano quella di Giove; nel momento in cui il loro perielio raggiunge il sistema solare interno essi possono essere riclassificati come comete attive della famiglia di Giove, se mostrano attività cometarie. In seguito alle perturbazioni orbitali indotte da Giove e dagli altri giganti gassosi i centauri possono infine collidere con il Sole o un altro pianeta, oppure venire espulsi nello spazio interstellare.
Nessun centauro è mai stato fotografato da vicino da una sonda spaziale, anche se numerosi indizi conducono a ritenere che Febe, un satellite naturale di Saturno immortalato dalla sonda Cassini nel 2004, possa essere in verità un asteroide centauro catturato dal pianeta. Inoltre il telescopio spaziale Hubble ha permesso di raccogliere informazioni dettagliate sulle caratteristiche superficiali di un altro centauro, Asbolo.

## Prospetto
Segue un prospetto di alcuni dei principali asteroidi centauri.
| Nome  | Nome     | Diametro medio | Perielio   | Semiasse maggiore | Afelio     | Inclinazione orbitale | Eccentricità | Scoperta |
| ----- | -------- | -------------- | ---------- | ----------------- | ---------- | --------------------- | ------------ | -------- |
| 2060  | Chirone  | 137 ± 5 km     | 8,449 UA   | 13,670 UA         | 18,891 UA  | 6,935°                | 0,382        | 1977     |
| 5145  | Folo     | 185 ± 16 km    | 8,732 UA   | 20,431 UA         | 32,130 UA  | 24,685°               | 0,573        | 1992     |
| 7066  | Nessus   | ~50 km         | 11,800 UA  | 24,591 UA         | 37,390 UA  | 15,647°               | 0,520        | 1993     |
| 8405  | Asbolo   | 66 ± 4 km      | 6,830 UA   | 17,958 UA         | 29,080 UA  | 17,643°               | 0,619        | 1995     |
| 10199 | Chariklo | ~275 km        | 13,08 UA   | 15,87 UA          | 18,66 UA   | 23,374°               | 0,176        | 1997     |
| 10370 | Hylonome | ~74 km         | 18,8273 UA | 24,9526 UA        | 31,0779 UA | 4,1419°               | 0,2455       | 1995     |
| 60558 | Echeclus | ~84 km         | 5,814 UA   | 10,682 UA         | 15,549 UA  | 4,344°                | 0,456        | 2000     |